# Wroniec widlasty
Wroniec widlasty, widłak wroniec (Huperzia selago) – gatunek rośliny z rodziny widłakowatych (Lycopodiaceae). Jest szeroko rozprzestrzeniony w strefie umiarkowanej półkuli północnej. W Polsce rośnie często w górach i rzadko na niżu. Występuje w lasach, w górach także w zaroślach, murawach i wśród skał; najczęściej na glebie wilgotnej, kwaśnej i niezbyt żyznej. Alkaloidy zawarte w roślinie są silnie trujące, ale też mają potencjał farmaceutyczny w odniesieniu do chorób związanych z otępieniem starczym i funkcjonowaniem pamięci. W tradycyjnej medycynie ludowej ziele wykorzystywane było jako silny środek wymiotny, ale też przeczyszczający, przeciwrobaczy i poronny. Jak wszystkie widłaki podlega w Polsce ochronie gatunkowej.

## Rozmieszczenie geograficzne
Gatunek szeroko rozprzestrzeniony w strefie umiarkowanej półkuli północnej. W Europie brak go tylko na południowych krańcach kontynentu, gdzie jego występowanie ograniczone jest do obszarów górskich (rośnie w Pirenejach, Apeninach, górach Półwyspu Bałkańskiego i wysp – Krety i Sardynii). Na dalekiej północy zastępowany jest przez H. arctica. Rośnie w północnej Azji na południu sięgając po Kaukaz, góry Azji Środkowej, Półwysep Koreański i Wyspy Japońskie, przy czym zasięg na tym obszarze jest niejasny ze względu na wyodrębnianie osobnych gatunków (H. chinensis (Christ) Ching, H. miyoshiana (Makino) Ching, H. porophila (F. E. Lloyd & Underw.) Holub).
W Ameryce Północnej rośnie na Alasce, w Kanadzie i w północno-wschodnich stanach Stanów Zjednoczonych – od stanów Ohio i Nowy Jork na północ, częściej w zachodniej i wschodniej niż środkowej części kontynentu. Podawany był z Grenlandii, ale tamtejsze populacje zaliczone zostały do H. appalachiana.
W Polsce rośnie często w górach (w Tatrach i na Babiej Górze określany jest jako pospolity), jest rzadki w pasie wyżyn i na pojezierzach, bardzo rzadki na pozostałym obszarze. W północnej części kraju ma status reliktu glacjalnego.

## Morfologia

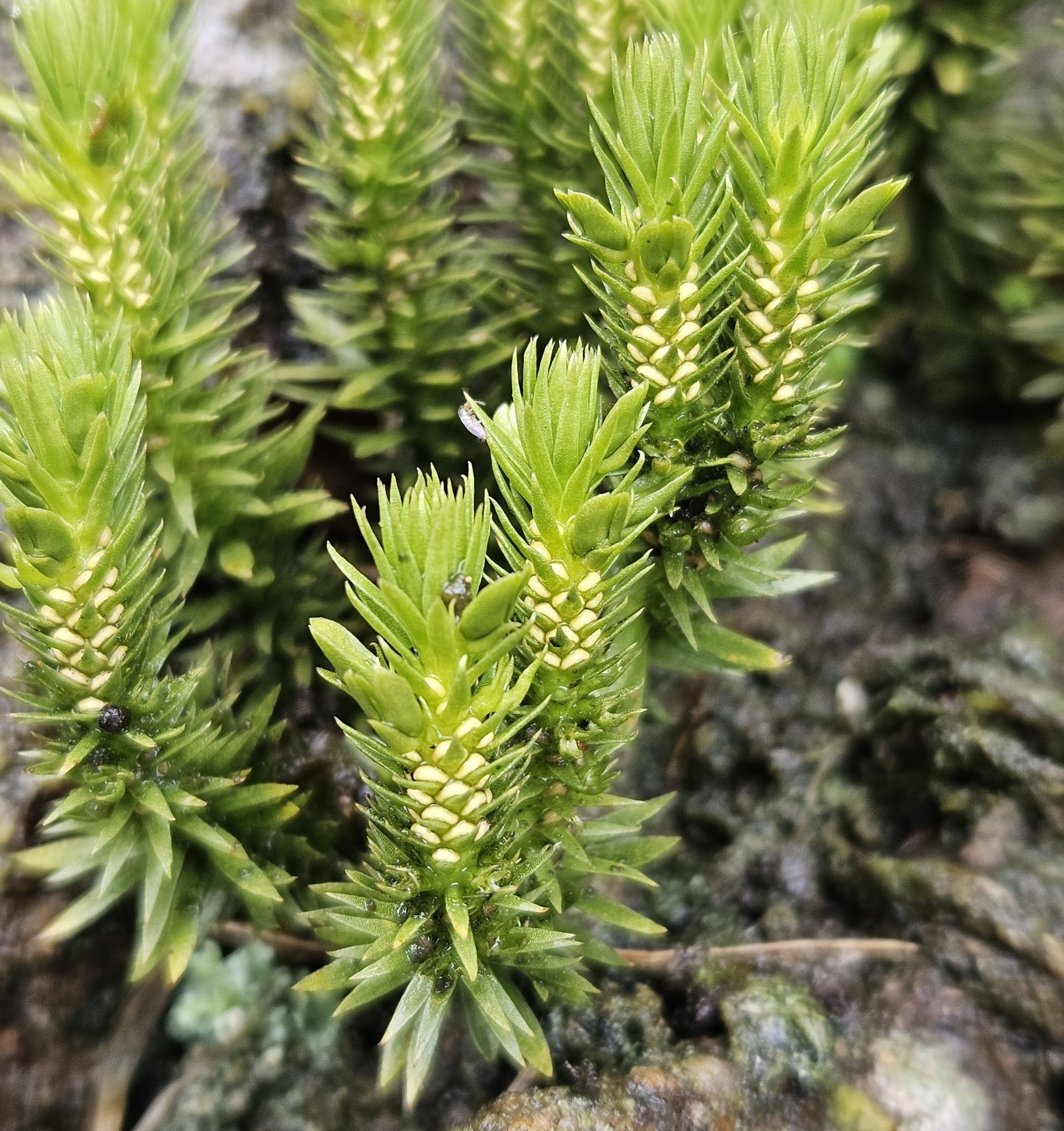
Pędy z zarodniami

PrzedrośleRozwija się na powierzchni lub pod ziemią. Początkowo jest bulwiaste, stożkowate lub walcowate, starsze rozrasta się nieregularnie, osiągając do 2 cm długości. W naziemnych przedroślach występują chloroplasty, podziemne są bezzieleniowe. W górnej części przedrośla znajduje się tkanka twórcza, wytwarzająca gametangia i rozdzielające je parafizy. Gametofity są obupłciowe, lecz dojrzewanie plemni i rodni jest przesunięte w czasie, co zapobiega samozapłodnieniu. Rodnie rozwijają się w skupieniach, plemnie zagłębione są w skórce wraz z licznymi parafizami. W części wegetatywnej przedrośla na przekroju zaznaczają się trzy warstwy: epiderma o silnie zgrubiałych zewnętrznych ścianach, wytwarzająca włośniki, warstwa korowa utworzona z kilku szeregów jajowatych komórek, następnie warstwa palisadowa oraz miękiszowy rdzeń. Przedrośle jest mykoheterotroficzne – do wzrostu i rozwoju potrzebuje obecności strzępek grzybów, przerastających warstwę korową i palisadową. W części brzusznej większości przedrośli występują bardzo liczne chwytniki.
Pokrój sporofituPędy skupione kępiasto, osiągające (3)5–20(35) cm wysokości, zwykle są prosto wzniesione, czasem tylko w nasadzie nieco pokładają się, zwłaszcza u starszych okazów. Są gęsto ulistnione. Młode rośliny regularnie widlasto się rozgałęziają, u starszych wzór rozgałęzień bywa mniej wyraźny lub zaburzony. Rozgałęzienia są równej wysokości.
Liście (mikrofile)Wielosezonowe, ułożone spiralnie lub w okółkach, (4)8(10) mm długości, 1–2 mm szerokości, lancetowate, o brzegu gładkim lub nieznacznie ząbkowanym, zaostrzone, zielone.
RozmnóżkiRozwijają się na pędach w miejscu liści. Osadzone są na trzoneczkach, które zachowują się na roślinach (nawet przez 20 lat) po odpadnięciu rozmnóżki. Na granicy między rozmnóżką i trzoneczkiem rozwija się strefa odcinania, umożliwiająca oderwanie rozmnóżki od rośliny macierzystej, a mikrofile trzoneczka tworzą aparat wyrzucający rozmnóżkę na odległość do ok. 2 m. Rozmnóżki składają się z pary większych mikrofili bocznych, zawierających tkankę spichrzową i dwóch par prostopadle do nich ustawionych mniejszych mikrofili. Cała rozmnóżka jest grzbietobrzusznie spłaszczona, posiada własny merystem wierzchołkowy pędu i 1–2 korzenie przybyszowe.
ZarodnieNie wytwarza kłosa zarodnionośnego. Zarodnie powstają w kątach liści zarodnionośnych, tzw. sporofili, które są bardzo podobne do liści płonnych. Po wysypaniu zarodników sporofile nie zasychają i przez kolejne sezony kontynuują fotosyntezę. Zarodnie powstają w strefach płodnych, w środkowej części przyrostu rocznego (w kolejnych sezonach na wyżej zlokalizowanych odcinkach pędu), przedzielonych strefami płonnymi. Zarodnie powstają pojedynczo na doosiowej stronie sporofili i mają kształt nerkowaty. Po stronie odosiowej zarodni znajduje się poprzeczny pas komórek grubościennych, a nad nim w części szczytowej zarodni węższy pas komórek cienkościennych (stomium), dzielących zarodnię na dwie równe części, które rozrywają się po jej wyschnięciu, uwalniając dojrzałe zarodniki.
ZarodnikiTetraedryczne, w położeniu biegunowym od strony dystalnej w zarysie trójkątne z nieco ściętymi wierzchołkami, (32,0)–35,5–(39,0) μm, od strony proksymalnej z trójdzielnym szwem o promieniu (14,0)–18,0–(21,0) μm. Zewnętrzna warstwa egzyny z gęsto rozmieszczonymi dołeczkowatymi zagłębieniami, skupionymi zwłaszcza w narożach.

## Systematyka, zmienność, mieszańce

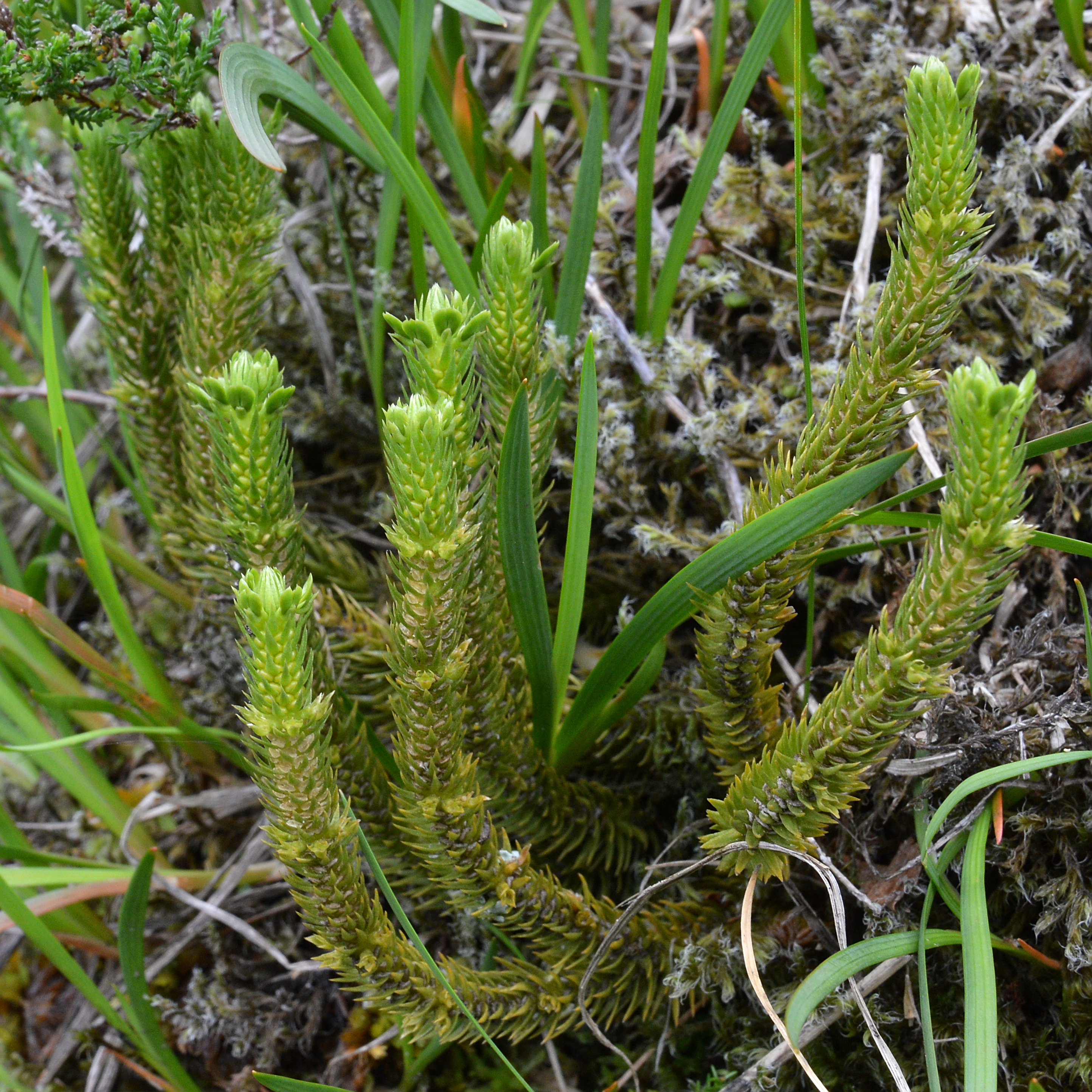
Wroniec o żółtozielonych pędach, wzniesionych listach, licznych okółkach z rozmnóżkami, tj. o cechach wrońca widlastego arktycznego

Wroniec widlasty jest gatunkiem typowym dla rodzaju wroniec Huperzia. Lektotyp: Herb. Burser XX: 52 (UPS), Jonsell & Jarvis in Nordic J. Bot. 14: 147 (1994). Bazonim: Lycopodium selago Linné Sp. Pl. 2: 1102 (1753).
Taksonomia w obrębie rodzaju i gatunku jest problematyczna ze względu na niewielką liczbę cech morfologicznych wynikającą ze stosunkowo prostej budowy sporofitu i dużą plastyczność morfologiczną powodowaną przez warunki środowiskowe. W efekcie brakuje wyraźnych, morfologicznych cech taksonomicznych. Za pomocne w rozróżnianiu taksonów uznawane są różnice w budowie rozmnóżek. Ograniczone znaczenie taksonomiczne ma także liczba chromosomów i liczba ich zestawów (ploidalność), ponieważ w obrębie rodzaju są one nieznane lub niepewne dla wielu taksonów i trudne do ustalenia ze względu na dużą liczbę chromosomów, nieregularne ich parowanie, znaczną długość i niski poziom kondensowania chromatyny oraz tworzenie mikrojąder (micronuclei).
Gatunek jest w efekcie rozmaicie ujmowany – część botaników uważa, że H. selago to pojedynczy gatunek o szerokim zakresie zmienności morfologicznej, z niższymi jednostkami w randze ras, odmian lub podgatunków, a według innych jest to takson zbiorowy, który stanowi grupę odrębnych gatunków. Liczne dawniej wyróżniane formy, odmiany i podgatunki są współcześnie synonimizowane z nazwą gatunkową. Sytuację dodatkowo komplikuje opisywanie wciąż nowych gatunków w obrębie rodzaju i zasięgu H. selago, np. tylko w drugiej dekadzie XXI wieku z północnej Europy opisano H. continentalis Testo, A. Haines & A. V. Gilman, H. europaea Björk i H. acicularis Björk.
W Europie Środkowej znany jest dotąd jeden przedstawiciel rodzaju Huperzia – H. selago. Jego populacje nizinne i leśne nie budzą wątpliwości odnośnie klasyfikacji do podgatunku typowego H. selago subsp. selago. Rośliny z siedlisk otwartych, zwłaszcza z gór (Tatr, Babiej Góry, Karkonoszy), ale także niektórych siedlisk niżowych, są żółtozielone, mają mikrofile przygięte do osi i regularnie wytwarzają liczne rozmnóżki. Takie rośliny wykazują cechy morfologiczne właściwe dla subsp. appressa/arctica (= H. arctica (Grossh. ex Tolm.) Sipliv.). 
Cechy morfologiczne wskazywane jako różniące podgatunki występujące w Europie:
- Rośliny intensywnie zielone, mikrofile silnie zaostrzone, ± pod kątem prostym odstające od pędu, czasami odgięte w dół, nieprzylegające. Rozmnóżki nieliczne lub brak, do 4,6 mm długości i 3,8 mm szerokości, najczęściej w jednym okółku – H. selago subsp. selago – wroniec widlasty typowy;
- Rośliny żółtozielone, mikrofile tęgie, stosunkowo szerokie, sztywne, niezbyt silnie zaostrzone, ± łukowato lub prosto wzniesione i silnie zbliżone do pędu, dachówkowato na siebie zachodzące, tylko mikrofile dolne czasem odstające. Rozmnóżki obecne w kilku okółkach, mniejsze, do 3,7 mm długości i 2,5 mm szerokości – H. selago subsp. appressa (La Pylaie ex Desv.) D. Löve (= H. arctica (Grossh. ex Tolm.) Sipliv.) – wroniec widlasty arktyczny.

Badania kariologiczne nie potwierdziły jednak dotąd obecności w Karkonoszach i Tatrach wrońca arktycznego – rośliny z tych gór są tetraploidami (część populacji tatrzańskich to triploidy). Rośliny o tylko podwójnym komplecie chromosomów (podobnie jak u H. arctica) stwierdzone zostały w Europie Środkowej w Alpach, ale rosną tam sporadycznie i tylko w mieszanych populacjach z udziałem tetraploidów. Przynajmniej część ww. cech wskazywanych jako diagnostyczne uznawana jest też za modyfikacje zachodzące pod wpływem środowiska – zielone i odstające liście mają rośliny rosnące w cieniu, a żółtozielone i wzniesione – rośliny z miejsc nasłonecznionych.
Na obszarach, na których współwystępują różne gatunki z rodzaju Huperzia i obok siebie rozwijają się ich gametofity nierzadko dochodzi do tworzenia mieszańców, których zarodniki są jednak sterylne. W Ameryce Północnej zarejestrowano m.in. mieszańce z Huperzia lucidula – Huperzia ×buttersii (Abbe) Kartesz & Gandhi, oraz z Huperzia appalachiana.

## Nazewnictwo
Nazwa naukowaNazwa rodzaju pochodzi od nazwiska Johanna Petera Huperza (1771–1816), niemieckiego lekarza i botanika, przyjaciela autora nazwy rodzaju, niemieckiego botanika Johanna Jakoba Bernhardiego (1774–1850). Starorzymska nazwa gatunkowa selago u Pliniusza Starszego odnosi się do rośliny podobnej do jałowca sabińskiego Juniperus sabina. Na widłaka wrońca przeniesiona została w XVI w. przez niemieckiego lekarza i botanika Johannesa Thala, przypuszczalnie ze względu na pewne podobieństwo morfologiczne i podobne wykorzystanie tych roślin. Samo słowo jest prawdopodobnie pochodzenia celtyckiego.
Skutkiem licznych propozycji zmian ujęcia rodzaju, a tym samym istnienia różnych nazw rodzajowych, oraz znacznej liczby wyróżnianych niższych jednostek taksonomicznych, wydzielanych dawniej ze względu na zmienność morfologiczną, gatunek posiada dużą liczbę synonimów.
| Synonimy Huperzia selago (L.) Bernh. ex Schrank & Mart. |
| --- |
| Synonimy homotypowe: - Lycopodium densum Lam. in Fl. Franç. 1: 33 (1779), nom. superfl. - Lycopodium selago L. in Sp. Pl.: 1102 (1753) - Lycopodium selago var. densum Wallr. in Fl. Crypt. Germ. 1: 32 (1831) - Lycopodium selago var. typicum Wherry in Bartonia 21: 16 (1942), not validly publ. - Mirmau selago (L.) H.P.Fuchs in Verh. Naturf. Ges. Basel 66: 43 (1955) - Plananthus fastigiatus Opiz in Kratos 1(4): 19 (1819), nom. superfl. - Plananthus selago (L.) P.Beauv. in Prodr. Aethéogam.: 112 (1805) - Selago vulgaris Schurin Enum. Pl. Transsilv.: 825 (1866) - Urostachys selago (L.) Herter in Philipp. J. Sci. 22: 180 (1923) Synonimy heterotypowe: - Huperzia acuminata (Sugim.) Satou in Hikobia 12: 268 (1997) - Huperzia apolinari-mariae (Nessel) Holub in Folia Geobot. Phytotax. 20: 70 (1985) - Huperzia dixitiana P.Mondal & R.K.Ghosh in Fern Gaz. 15: 72 (1995) - Huperzia selago var. sulcata Ching in Acta Bot. Yunnan. 3: 303 (1981) - Lycopodium abietiforme Gray in Nat. Arr. Brit. Pl. 2: 22 (1821 publ. 1822) - Lycopodium disseminatum Dulac in Fl. Hautes-Pyrénées: 37 (1867), nom. illeg. - Lycopodium recurvum Kit. ex Willd. in Sp. Pl., ed. 4. 5: 50 (1810) - Lycopodium reflexum Opiz in Hesperus 1813: 599 (1813), nom. illeg. - Lycopodium selago var. acuminatum Sugim. in Keys Herb. Pl. Jap. 3: 409 (1966) - Lycopodium selago f. alpestre Berlin in Öfvers. Kongl. Vetensk.-Akad. Förh. 41(7): 83 (1884) - Lycopodium selago f. alpinum (G.Lawson) M.Broun in Index No. Amer. Ferns: 112 (1938) - Lycopodium selago f. patens (P.Beauv.) Clute in Fern Bull. 17: 20 (1909) - Lycopodium selago subsp. patens (P.Beauv.) Calder & Roy L.Taylor in Canad. J. Bot. 43: 1388 (1965) - Lycopodium selago var. patens (P.Beauv.) Desv. in Mém. Soc. Linn. Paris 6: 180 (1827) - Lycopodium selago var. recurvum (Kit. ex Willd.) Desv. in Mém. Soc. Linn. Paris 6: 180 (1827) - Lycopodium selago f. sylvaticum (G.Lawson) M.Broun in Index No. Amer. Ferns: 112 (1938) - Plananthus patens P.Beauv. in Prodr. Aethéogam.: 100 (1805) - Plananthus recurvus (Kit. ex Willd.) Opiz in Kratos 1(4): 19 (1819) - Urostachys apolinar-mariae Nessel in Repert. Spec. Nov. Regni Veg. 36: 177 (1934) - Urostachys selago f. alpestris Berland. ex Nessel in Bärlappgewächse: 39 (1939) - Urostachys selago var. groenlandicus T.Wulff ex Nessel in Bärlappgewächse: 39 (1939) - Urostachys selago var. incurvus (Beutelsp.) Herter ex Nessel in Bärlappgewächse: 38 (1939), no Latin descr. |

Nazwa zwyczajowaPolska nazwa gatunkowa „wroniec”, a także starsze ludowe nazwy „krukowa noga”, „wronie nóżki” nawiązują do podobieństwa rośliny do pokrytej łuskami nogi kruka. Na Podhalu roślina znana była pod nazwą „nietota”. Gatunek wymieniony był przez polskiego botanika i lekarza z XVI wieku – Marcina z Urzędowa w Herbarzu Polskim (1595) pod nazwą Spica sarmatica – „wroniec”. Szymon Syreniusz w Zielniku (1613) użył dla tego gatunku nazw: „widłak, widłaczek, wroniec, Spica sarmatica, Muscus corniculatus, Muscus bifurcatus”. Nazwa Spica sarmatica funkcjonowała w obrocie handlowym Europy w odniesieniu do pędów zarodnionośnych wrońca wskazując na pochodzenie surowca ze środkowo-wschodniej Europy. Nazwa gatunkowa „widlasty” nawiązuje do regularnie widlasto rozgałęziających się pędów.

## Biologia
RozwójBylina, chamefit. W odróżnieniu od płożących widłaków mogących żyć przez setki lat, widłak wroniec żyje zwykle od 10 do 30 lat. Przyrosty roczne widoczne są (choć nie zawsze) na pędach w postaci odcinków z przewężeniami. Gatunek rozprzestrzenia się za pomocą zarodników oraz rozmnóżek, przy czym ten drugi sposób jest istotny zwłaszcza na obszarach górskich (rośliny z lasów i nizin rzadko tworzą rozmnóżki).  Zarodniki dojrzewają od lipca do października i uwalniane są w wielkich ilościach – w przypadku kilkunastoletniej rośliny liczbę spor obliczono na 24 × 107. Żywotność zarodników wynosi jednak średnio tylko 6,7%, w dodatku w warunkach eksperymentalnych kiełkowanie po inkubacji trwającej 6–18 miesięcy stwierdzono zaledwie w przypadku 0,1% zarodników. Przedrośla osiągają dojrzałość po 6–12 miesiącach rozwoju, przy czym ich ekologia jest słabo poznana.
Cechy fitochemiczneRoślina trująca. Zawiera alkaloidy, których mieszanina w I połowie XX wieku określona została (przez Jana Muszyńskiego) zbiorczo nazwą selagina. Od drugiej połowy XX wieku identyfikowano skład tej mieszaniny, przy czym np. jeszcze w 2020 odkryto kolejne alkaloidy obecne tylko w gametoficie. W sporoficie stwierdzono w sumie 13 alkaloidów: likopodynę, akryfolinę, 12-epilikodolinę (pseudoselaginę), likodolinę, selagolinę, serratidininę, 6β-hydroksyhupercynę A, α- i β-obskurynę, hupercynę A (selaginę) i B, serratinę oraz lucidolinę. Stwierdzono w tych roślinach także glikozydy flawonowe w ilości 1–2%: selaginozyd, trycynę i selahinę.
Alkaloidy zawarte we wrońcu są ok. 10-krotnie bardziej toksyczne niżeli u innych widłaków. W niewielkiej dawce powodują silne wymioty i osłabienie. Gatunek jest bardzo toksyczny dla koni działając na nie przeczyszczająco, wymiotnie, poronnie i powoduje silne zapalenie błon śluzowych.
GenetykaPodstawowa liczba chromosomów (monoploidalna), odpowiadająca pojedynczemu zestawowi chromosomów, wynosi u tego gatunku x=67. Najczęściej podawana liczba chromosomowa 2n = ok. 264 (zwykle 260–272), ale u gatunku tego stwierdzono szereg cytotypów – 2x, 3x, 4x, 5x, 6x. Najbardziej rozpowszechniony w Europie, występujący na niżu i w górach jest tetraploid 2n = 4x = ok. 262. Dość częsty, ale w Europie Środkowej tylko w Alpach i Tatrach, jest triploid 2n = 3x = ok. 204. Inne cytotypy są bardzo rzadkie i stwierdzone zostały tylko w Alpach.

## Ekologia

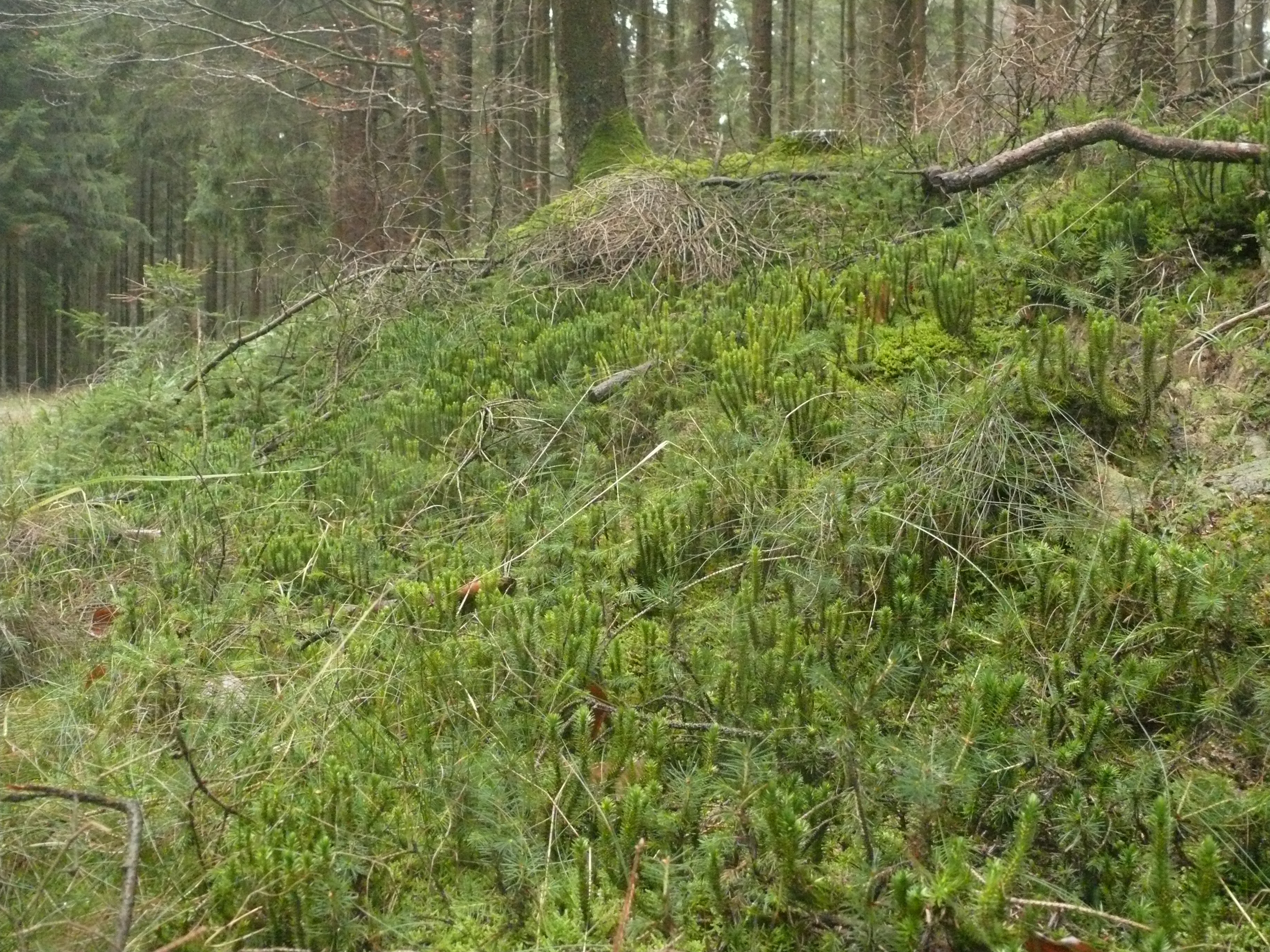
Wroniec widlasty w runie leśnym

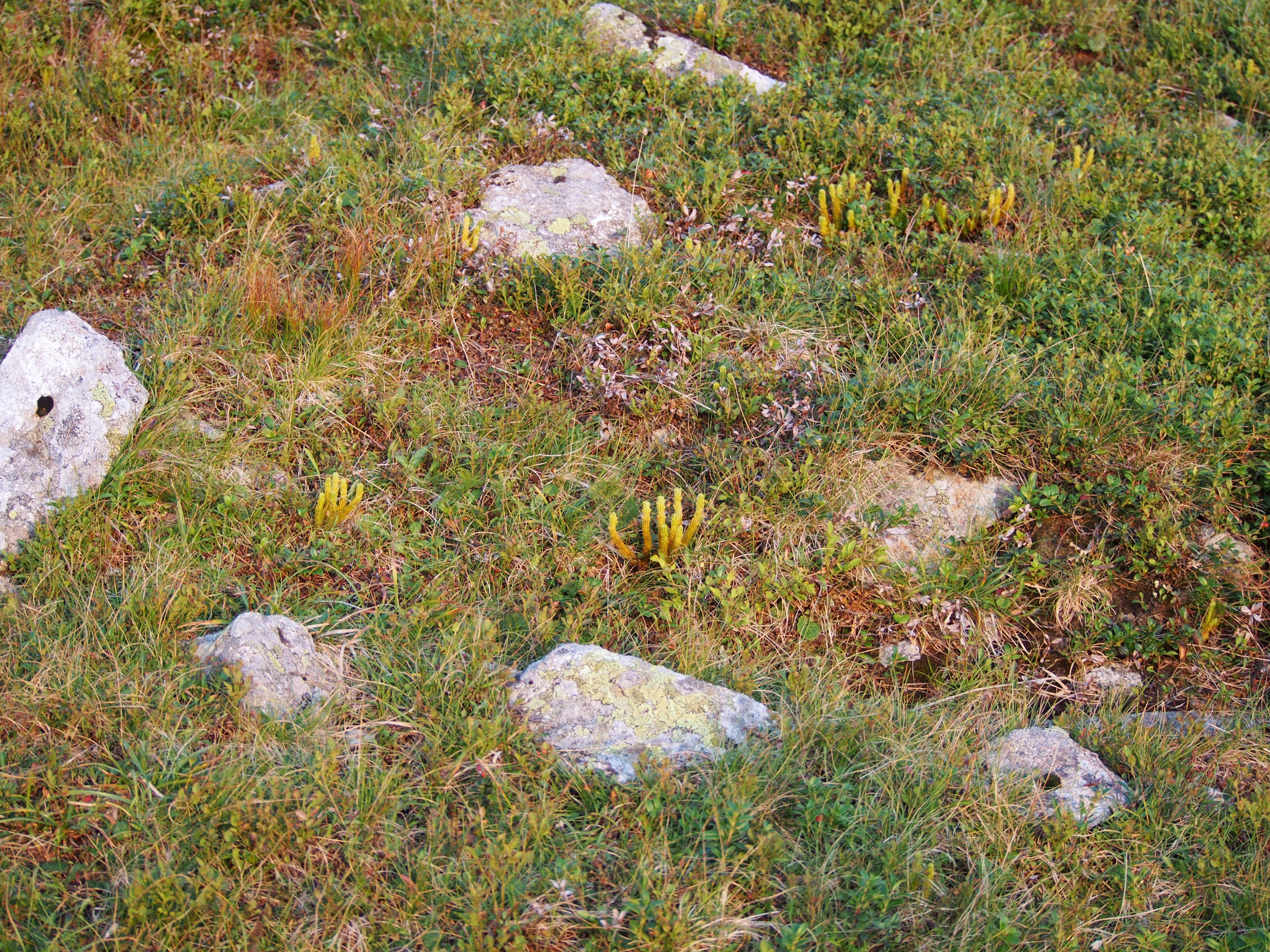
Wroniec widlasty w murawie na Kasprowym Wierchu

SiedliskoWroniec widlasty rośnie w klimacie umiarkowanym i chłodnym, w pełnym słońcu, w półcieniu i w miejscach cienistych, najczęściej na glebach kwaśnych, ale bywa spotykany też na podłożu wapiennym, choć wówczas zwykle wraz z silnie zakwaszonym powierzchniowym poziomem organicznym. Rozwija się na glebach ubogich i umiarkowanie żyznych, wilgotnych i świeżych. Zasiedla rumosz skalny, piargi, żwiry, gliny, iły, bielice, w górach często  bardzo płytkie gleby – regosole i litosole.
W górach rośnie wśród skał i na rumoszu skalnym, w wolnych miejscach wśród zarośli kosodrzewiny, na halach w murawach i wrzosowiskach subalpejskich i alpejskich, w lukach górnoreglowych świerczyn. W Tatrach występuje od regla dolnego aż po najwyższe szczyty Tatr, w Sudetach sięga po 1590 m n.p.m. Populacje rosnące w górach składają się z wielu – dziesiątek, setek i większych liczb osobników.
Na niżu i w niższych położeniach górskich wroniec ten rośnie zwykle w populacjach nie przekraczających kilkunastu okazów. Zasiedla cieniste lasy – buczyny (kwaśne i żyzne), grądy, łęgi jesionowo-olszowe i olsy torfowcowe. Rośnie także w borach, głównie w mieszanych borach jodłowych i w borach świerkowych, rzadziej w borach sosnowych.
FitosocjologiaGatunek wyróżniający dla związku (All.) Vaccinio-Piceion, Ass. Polysticho-Piceetum, gatunek charakterystyczny dla klasy (Cl.) Juncetea trifidi oraz zespołów Oreochloo distichae-Juncetum trifidi i Carici rigidae-Festucetum airoidis.
Interakcje międzygatunkoweWroniec zasiedlany jest przez endofityczne grzyby, choć ich zróżnicowanie gatunkowe jest mniejsze niżeli w przypadku roślin nasiennych. Zdecydowanie dominują workowce (a wśród nich Sordariomycetes i Eurotiomycetes, w populacjach wysokogórskich także Dothideomycetes), wyjątkowo zdarzają się sprzężniaki. Z Polski, Babiogórskiego Parku Narodowego, wyizolowano z rozmnóżek tego widłaka nowy gatunek endofita – Paraconiothyrium babiogorense.

## Zagrożenia i ochrona
Gatunek nie został poddany ocenie statusu zagrożenia w skali globalnej przez Międzynarodową Unię Ochrony Przyrody (IUCN) – nie jest ujęty na czerwonej liście gatunków zagrożonych.
W Polsce umieszczony został na czerwonej liście roślin i grzybów (2006) w grupie gatunków narażonych na wyginięcie na izolowanych stanowiskach, poza głównym obszarem występowania (kategoria zagrożenia: [V]). W wydaniu z 2016 roku zaliczony został do kategorii NT – gatunków bliskich zagrożeniu. Gatunek wyraźnie ustępuje ze stanowisk niżowych, gdzie rośnie w dużym rozproszeniu i ma wątłe zasoby, podczas gdy Syreniusz pisał o nim w XVI wieku wiele tego ziela przy borach, na mokradłach, kępiasto w naszej Sarmacyey rośnie. Współcześnie stanowiska na niżu są zagrożone głównie w wyniku użytkowania gospodarczego lasów. W górach generalnie nie jest zagrożony, większa część jego stanowisk znajduje się w górskich parkach narodowych, aczkolwiek obserwowano i tu zamieranie wrońca w wyniku nasilających się susz letnich. 
Gatunek objęty był w Polsce ścisłą ochroną gatunkową w latach 1946–2014. W rozporządzeniach zawierających listy taksonów chronionych do 1983 roku wymieniany był jako przedstawiciel szeroko i zbiorczo wówczas ujmowanego rodzaju widłak (Lycopodium). Od 2014 roku podlega częściowej ochronie gatunkowej. 
Siedliska, w których wroniec występuje, są chronione w systemie Natura 2000 jako siedliska przyrodnicze: 8110 – piargi i gołoborza krzemianowe, 6150 – wysokogórskie murawy acidofilne, 4060 – borealne i alpejskie wrzosowiska, 4070 – zarośla kosodrzewiny, 9410 – górskie bory świerkowe, 91P0 – jodłowy bór świętokrzyski, 9420 – górski bór limbowo-świerkowy, 9110 – kwaśne buczyny, 9130 – żyzne buczyny, 9160 – grąd subatlantycki, 9170 – grądy środkowoeuropejski i subkontynentalny, 91E0 – lasy łęgowe.

## Zastosowanie
Roślina od dawna znana jest i wykorzystywana ze względu na silne działanie wymiotne. Pisał o takim jej działaniu m.in. Szymon Syreniusz, zalecając stosowanie w przypadku zatrucia i zwracając przy tym uwagę na właściwości trujące wrońca: „…gdzieby go kto, truciznę w sobie maiąc, nie zrzucił, ten jest śmiertelny y żadnym sposobem poratowany być nie może”.
Ziele Herba Selaginis (też Muscus catharticus) stosowane było także jako środek przeczyszczający, przeciwrobaczy oraz poronny („pobudzający miesiączkowanie”, „spędzający płód”), m.in. na Podhalu. W różnych obszarach wykorzystywano je do tępienia wszy u ludzi i zwierząt (m.in. na Kaukazie, w Tyrolu i Prusach Wschodnich). Skuteczność w usuwaniu wszy powodowała, że odwar z wrońca był powszechnie stosowany do likwidacji kołtuna (eliminacja wszy powodowała ustanie wydzielania płynu surowiczego z ran po ich ukłuciach, sklejającego włosy). W medycynie ludowej w Rosji wroniec był składnikiem maści stosowanych przy stanach zapalnych oczu oraz chorobach skóry.
Pacjenci stosujący ludowe preparaty lecznicze częstokroć trafiali do lekarzy z powodu zatrucia. Jako odtrutkę na toksyny wrońca stosowano zsiadłe mleko.
Zarodniki wrońca stosowano, podobnie jak innych widłaków, w postaci likopodium – pudru o wszechstronnym zastosowaniu – zasypki dla niemowląt, przesypki do pigułek, pudru do ran. Ziele wykorzystywano także w homeopatii.
Alkaloidy tego gatunku ze względu na działanie antyoksydacyjne, przeciwzapalne i inhibicjujące acetylocholinoesterazę uznawane są za potencjalnie wartościowe związki czynne zapobiegające i hamujące rozwój choroby Alzheimera. Szczególne znaczenie dla przemysłu farmaceutycznego ma huperycyna A, która poza zastosowaniem w terapii choroby Alzheimera stosowana jest przy miastenii, chroni przed zatruciem osoby narażone na działanie związków fosforoorganicznych, poprawia koncentrację i zdolności uczenia się, wspomaga pracę mózgu w zaburzeniach pamięci związanych z wiekiem i u osób chorych na schizofrenię.

## Znaczenie w kulturze
Prawdopodobnie ze względu na silne działanie wymiotne wroniec wykorzystywany był także jako roślina magiczna – stosowana przeciw mniemanym czarom. Podobnie dla zapobiegania zaczarowaniu używano zarodników w postaci proszku.

## Uprawa
Jak wiele widłaków gatunek jest trudny w uprawie. Dla uzyskania odpowiedniej ilości surowca do pozyskania związków wykorzystywanych w przemyśle farmaceutycznym, bez narażania populacji dziko rosnących, wdrożono metody hodowli roślin in vitro.